# Biosfærereservater i Arabiske stater
Under UNESCOs Man and the Biosphere Program er der 36 biosfærereservater, der er anerkendt som en del af World Network of Biosphere Reserves i de afrikanske stater og arabiske stater. Disse er fordelt på 14 lande i regionen april 2023.

## Biosfærereservater
- – Også et Verdensarvssted

| Land                 | Billede | Biosfærereservat                              | udpeget år | Areal         | Beskrivelse | Ref.   |
| -------------------- | ------- | --------------------------------------------- | ---------- | ------------- | ----------- | ------ |
| Algeriet             |         | Tassili n'Ajjer                               | 1986       | 72.000 km²    |             | [ 2 ]  |
| Algeriet             |         | El Kala nationalpark                          | 1990       | 763,48 km²    |             | [ 3 ]  |
| Algeriet             |         | Djurdjura biosfærereservat                    | 1997       | 356,60 km²    |             | [ 4 ]  |
| Algeriet             |         | Chréa nationalpark                            | 2002       | 369,85 km²    |             | [ 5 ]  |
| Algeriet             | –       | Taza nationalpark                             | 2004       | 16,43 km²     |             | [ 6 ]  |
| Algeriet             |         | Gouraya nationalpark                          | 2004       | 20,80 km²     |             | [ 7 ]  |
| Algeriet             |         | Belezma biosfærereservat                      | 2015       | 262,50 km²    |             | [ 8 ]  |
| Algeriet             | –       | Tlemcen-bjergene biosfærereservat             | 2016       | 985,32 km²    |             | [ 9 ]  |
| Egypten              |         | Omayed biosfærereservat                       | 1981       | 758.00 km²    |             | [ 10 ] |
| Egypten              | –       | Wadi Allaqi biosfærereservat                  | 1993       | 23.800 km²    |             | [ 11 ] |
| Jordan               |         | Dana biosfærereservat                         | 1998       | 308 km²       |             | [ 12 ] |
| Jordan               |         | Mujib biosfærereservat                        | 2011       | 212 km²       |             | [ 13 ] |
| Libanon              |         | Al shouf ceder naturreservat                  | 2005       | 295,40 km²    |             | [ 14 ] |
| Libanon              | –       | Jabal Al Rihane biosfærereservat              | 2007       | 184,30 km²    |             | [ 15 ] |
| Libanon              |         | Jabal Moussa biosfærereservat                 | 2009       | 65 km²        |             | [ 16 ] |
| Marokko              |         | Arganeraie                                    | 1998       | 25.687,80 km² |             | [ 17 ] |
| Marokko              |         | Oasis du sud marocain biosfærereservat (fr)   | 2000       | 71.853,71 km² |             | [ 18 ] |
| Marokko              |         | Atlas Cedar biosfærereservat                  | 2016       | 13.750 km²    |             | [ 19 ] |
| Marokko/Spanien      | –       | Middelhavet intercontinental biosfærereservat | 2006       | 9.071,85 km²  |             | [ 20 ] |
| Qatar                | –       | Al Reem biosfærereservat                      | 2007       | 1.188,88 km²  |             | [ 21 ] |
| Sudan                | –       | Dinder nationalpark                           | 1979       | 8,90 km²      |             | [ 22 ] |
| Sudan                | –       | Radom nationalpark                            | 1979       | 12.500 km²    |             | [ 23 ] |
| Sudan                |         | Jebel Al Dair biosfærereservat                | 2017       | 6.374 km²     |             | [ 24 ] |
| Syrien               |         | Lajat biosfærereservat                        | 2009       | 120,38 km²    |             | [ 25 ] |
| Tunesien             |         | Bou-Hedma nationalpark                        | 1977       | 16,9,88 km²   |             | [ 26 ] |
| Tunesien             |         | Jebel ech Chambi biosfærereservat             | 1977       | 437,23 km²    |             | [ 27 ] |
| Tunesien             |         | Ichkeul                                       | 1977       | 141 km²       |             | [ 28 ] |
| Tunesien             |         | Iles Zembra et Zembretta biosfærereservat     | 1977       | 5,50 km²      |             | [ 29 ] |
| United Arab Emirates | –       | Marawah biosfærereservat                      | 2007       | 4.255 km²     |             | [ 30 ] |
| Yemen                |         | Socotra                                       | 2003       | 26.816,40 km² |             | [ 31 ] |
| Yemen                | –       | Bura'a biosfærereservat                       | 2011       | 42,80 km²     |             | [ 32 ] |